# Tommie Van de Velde
Tommie Van de Velde (Gent7 juli 1978) is een Belgische voormalige atleet die gespecialiseerd was in de sprint. Hij werd eenmaal Belgisch kampioen.

## Biografie
In 2003 werd Van de Velde indoorkampioen op de 400 m. Hij was aangesloten bij Vilvoorde Atletiek Club en Atletiekclub Meetjesland.
Van de Velde is parodontoloog en promoveerde in 2008 tot doctor in de tandheelkunde aan de Universiteit Gent.

## Belgische kampioenschappen
Indoor
| Onderdeel | Jaar |
| --------- | ---- |
| 200 m     | 2002 |

## Persoonlijke records
Outdoor
| Onderdeel | Prestatie | Datum       | Plaats  |
| --------- | --------- | ----------- | ------- |
| 400 m     | 47,96 s   | 7 juli 2002 | Brussel |

Indoor
| Onderdeel | Prestatie | Datum           | Plaats |
| --------- | --------- | --------------- | ------ |
| 400 m     | 48,51 s   | 9 februari 2003 | Gent   |

## Palmares
400 m
- 2002:  BK AC – 47,96 s
- 2003:  BK indoor AC – 48,66 s